# Quint Sammònic Serè
Quint Sammònic Serè, en llatí Quintus Sammonicus Serenus o Quintus Samonicus Serenus, fou un poeta i erudit romà del segle iii. Era un home molt ric i culte amb una biblioteca amb 62.000 llibres. Fou assassinat al mateix temps que Publi Septimi Geta, del que era amic i que apreciava molt les seves composicions, l'any 212, per ordre de Caracal·la durant un sopar.
Sidoni Apol·linar celebra la seva dedicació a les matemàtiques i a les antiguitats. Segons Lampridi fou també poeta o orador o potser ambdues coses, ja que a la Historia Augusta diu "et oratores et poëtas, in queis Serenum Sammonicum, quem ipse noverat et dilexerat, et Horatium". El seu fill, que portà el mateix nom, fou preceptor del jove Gordià III al que va deixar la biblioteca heretada del seu pare.
La seva obra principal és un poema mèdic en 115 línies hexàmetres dividides en 65 capítols o seccions titulat Q. Sereni Sammonici de Medicina praecepta saluberrima, o, Praecepta de Medicina parvo pretio parabili, que acaba de manera brusca, i ha arribat fins a nosaltres. Conté molta informació sobre història natural i l'art mèdica, extreta de les millors autoritats, barrejada amb diverses supersticions, com ara l'ús de l'Abracadabra. El conjunt està escrit en un estil poc ambiciós i gairebé prosaic.